# Dachkennzeichnung

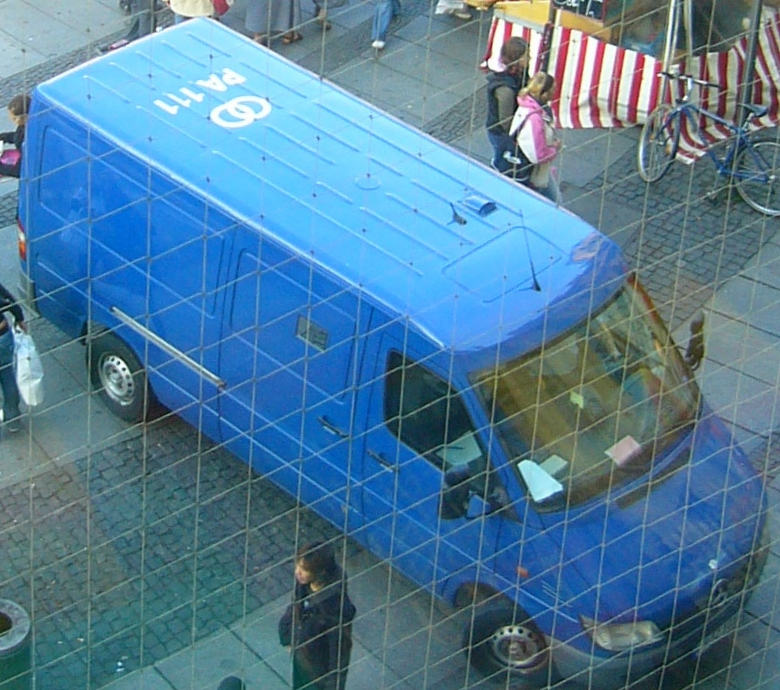
Luftkennung auf einem Geldtransporter

Die Dachkennzeichnung (Luftkennung) von Fahrzeugen insbesondere der Feuerwehr, der Polizei, des Rettungsdienstes und von Hilfsorganisationen dient dem Ansprechen dieser Fahrzeuge über Sprechfunk aus der Luft. Viele Geldtransportfahrzeuge sind ebenfalls mit Luftkennungen gekennzeichnet. Es werden neben alphanumerische Kennzeichnungen auch Symbole verwendet.
Die Dachkennzeichnung besteht häufig aus dem Kfz-Kennzeichen. Sie kann v. a. bei rein regionalen Verwendungen auch aus dem (dann meist deutlich abgekürzten) Funkrufnamen (teilweise auch mit dem Funkkanal), oder einer internen Kodierung der jeweiligen Organisation bestehen.
Für Einsatzfahrzeuge mit wechselnden Funkrufnamen (z. B. wegen Zuordnung zu Verbänden mit eigenen Funkrufnamen, Stationierung an wechselnden Wachen, oder überregionaler Verwendung mit unterschiedlichen Funksystematiken), funktioniert sinnvoll nur das Kennzeichen. Dies erschwert allerdings die direkte Kommunikation mit dem Fahrzeug, wenn der Besatzung das Kennzeichen nicht bekannt ist. Dieses sollte auch daher immer mit am Armaturenbrett jedes Fahrzeugs deutlich lesbar beschriftet sein.

## Deutschland

### Feuerwehr
Nach sehr schlechten Erfahrungen bei den Waldbränden in den 1970er Jahren mit keiner oder unterschiedlichen Kennzeichnungen ist in Deutschland seit 1981 die Dachkennzeichnung für Feuerwehrfahrzeuge in der DIN 14035 „Dachkennzeichnung für Feuerwehrfahrzeuge“ genormt. Daneben gibt es z. T. noch Vorgaben durch die zuständigen Landesministerien. Nach der Norm wird als Dachkennzeichnung ausschließlich das amtliche Kennzeichen verwendet.
In der Norm ist u. a. beschrieben, dass die Schrift mindestens 400 mm hoch und entweder in weißer Schrift auf rotem Grund oder in schwarzer Schrift auf weißem oder metallenem Grund ausgeführt sein soll.
Auch die allgemeine Farb-Beschreibung für Einsatzfahrzeuge der Feuerwehr, DIN 14502-3 (Feuerwehrfahrzeuge – Teil 3: Farbgebung und besondere Kennzeichnungen, zuletzt aktualisiert März 2022), beschreibt die Dachkennzeichnung nach DIN 14035 für die Einsatzfahrzeuge.

### Polizei
Bei der Polizei gibt es in einigen Ländern keine Dachkennzeichnung mehr. In der Regel wird aber hier der Funkrufname verwendet. In Baden-Württemberg wird der Rufname auf dem Dach (Kleinbusse) oder auf der Motorhaube (Personenkraftwagen) angebracht. Dabei wird das Kennwort des Rufnamens nur mit dem ersten Buchstaben wiedergegeben.

## Vereinigtes Königreich

### Polizei

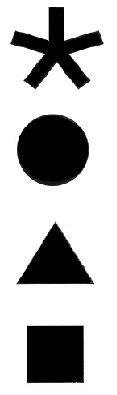

Die Dachkennzeichnung der Polizei im Vereinigten Königreich besteht aus einem Symbol für die Art des Fahrzeuges, einer Kennzahl für die Behörde und einer alphanumerischen individuellen Fahrzeugkennung. Üblicherweise wird das Symbol und die Behördenkennzahl in einer Zeile und die Fahrzeugkennung in der nächsten Zeile dargestellt.
Das Symbol für die Art des Fahrzeuges bedeutet:
Stern
Armed Response Vehicle (ARV, Streifenwagen mit bewaffneter Polizei)
Kreis
Traffic/Incident Response Vehicle (IRV, Verkehrspolizei/Unfallaufnahme)
Dreieck
Dog Support Unit (DSU, Diensthundekraftwagen)
Quadrat
Public Order (Bereitschaftspolizei)

## Galerie

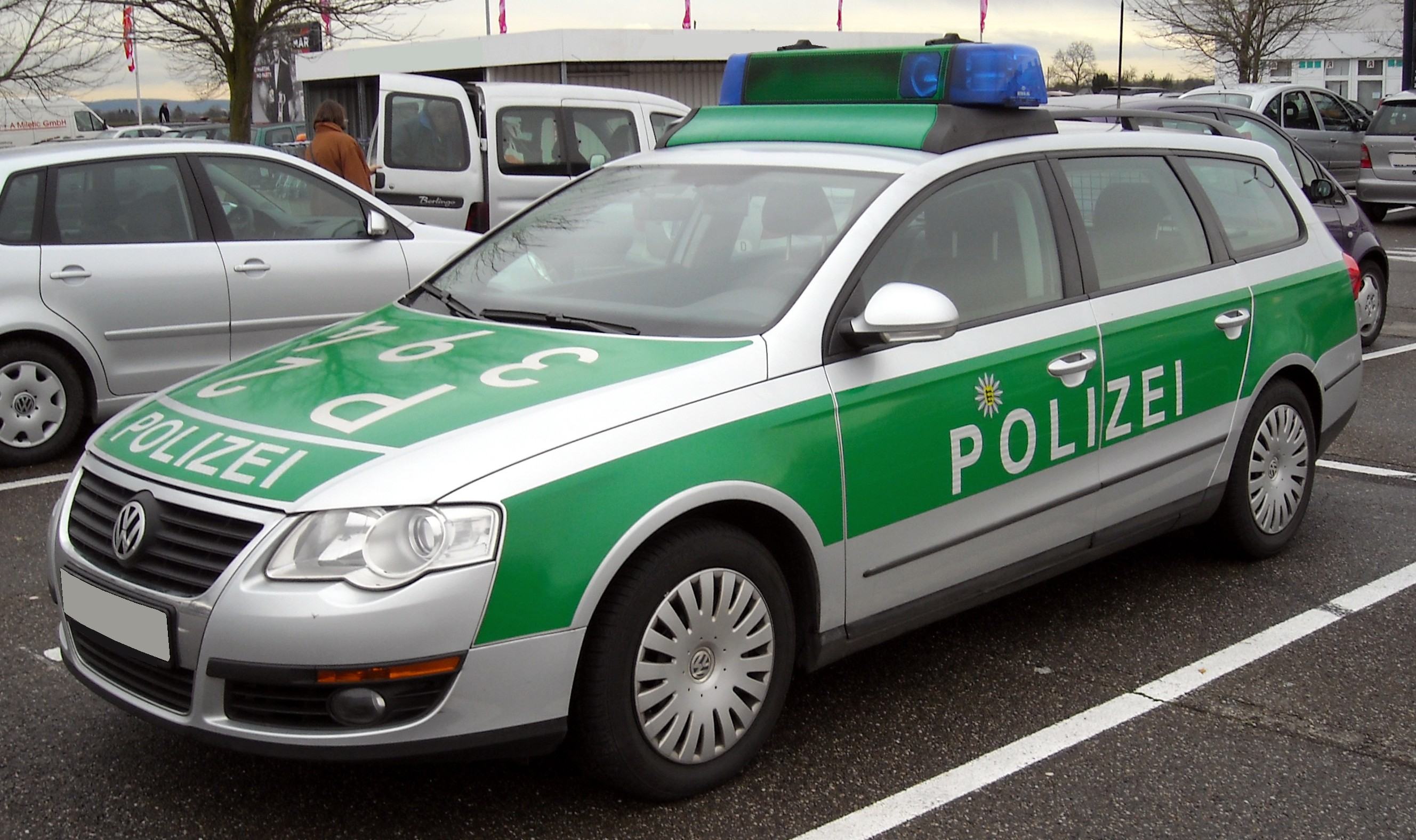
Streifenwagen der Polizei Baden-Württemberg mit dem Rufnamen Peter 2/394
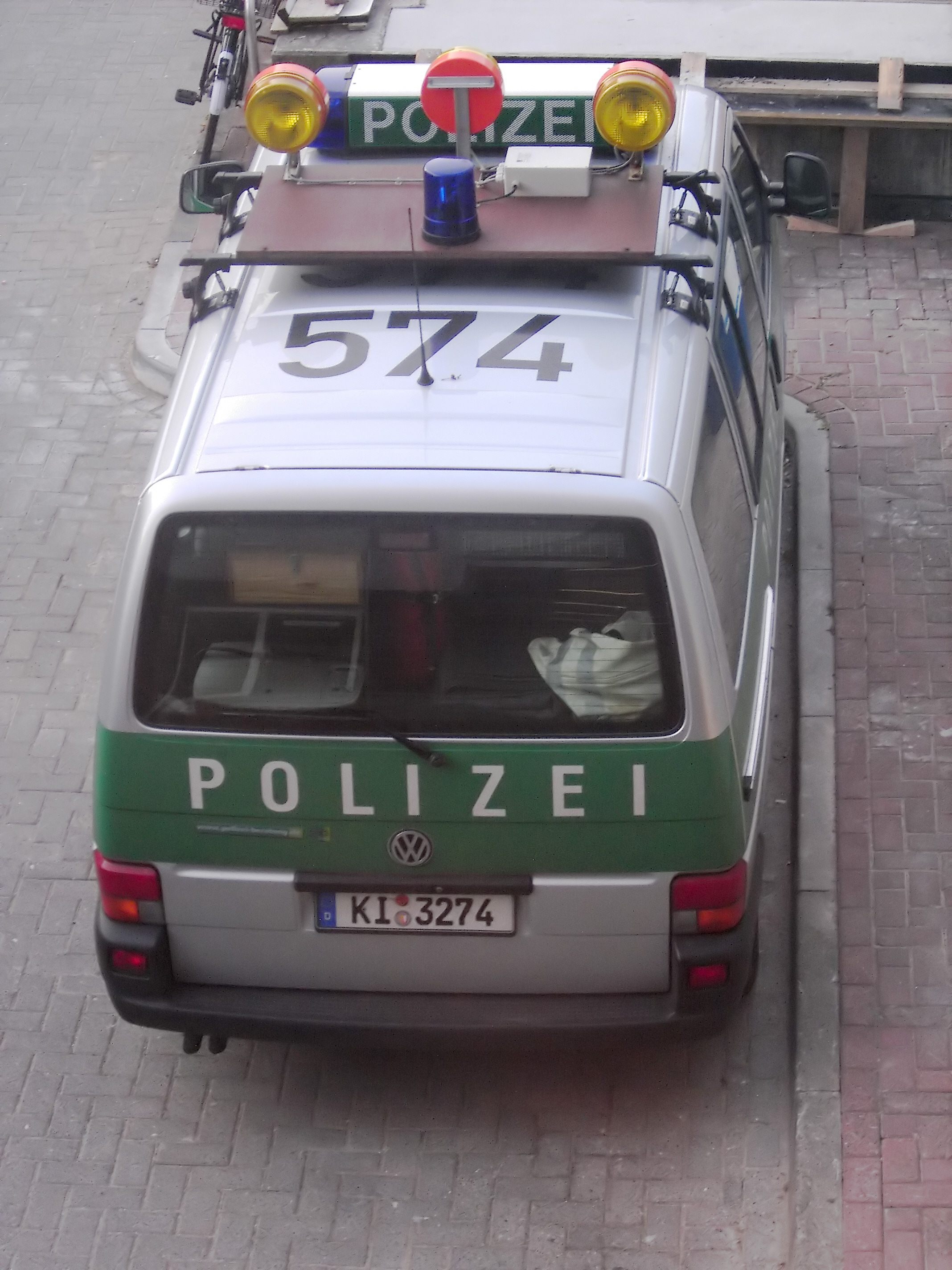
Dachkennzeichnung 574 eines Streifenwagens der Verkehrspolizei Schleswig-Holstein
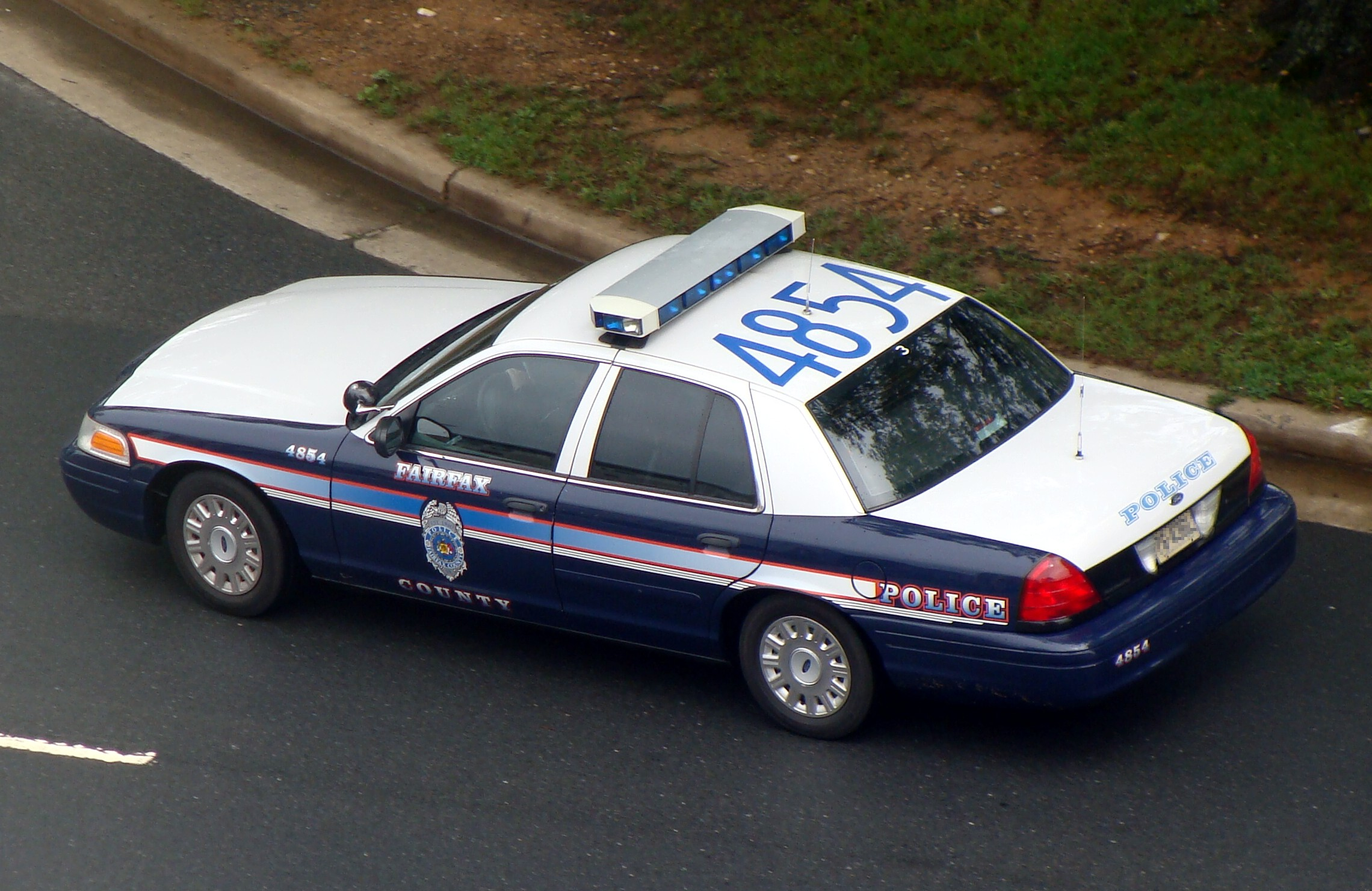
Dachkennzeichnung eines Fahrzeugs des Fairfax County Police Department
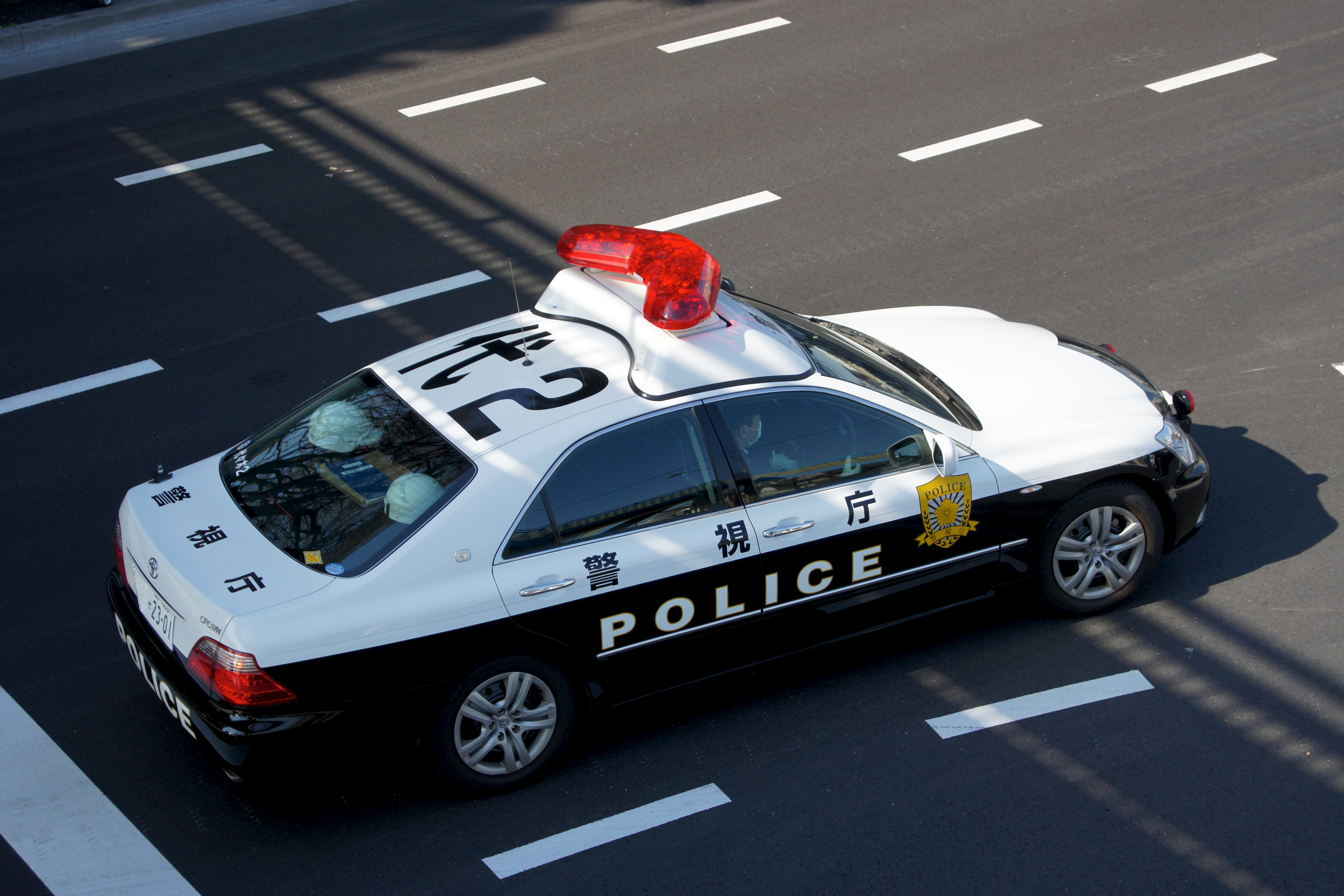
Dachkennzeichnungen der Japanischen Polizei in Tokio
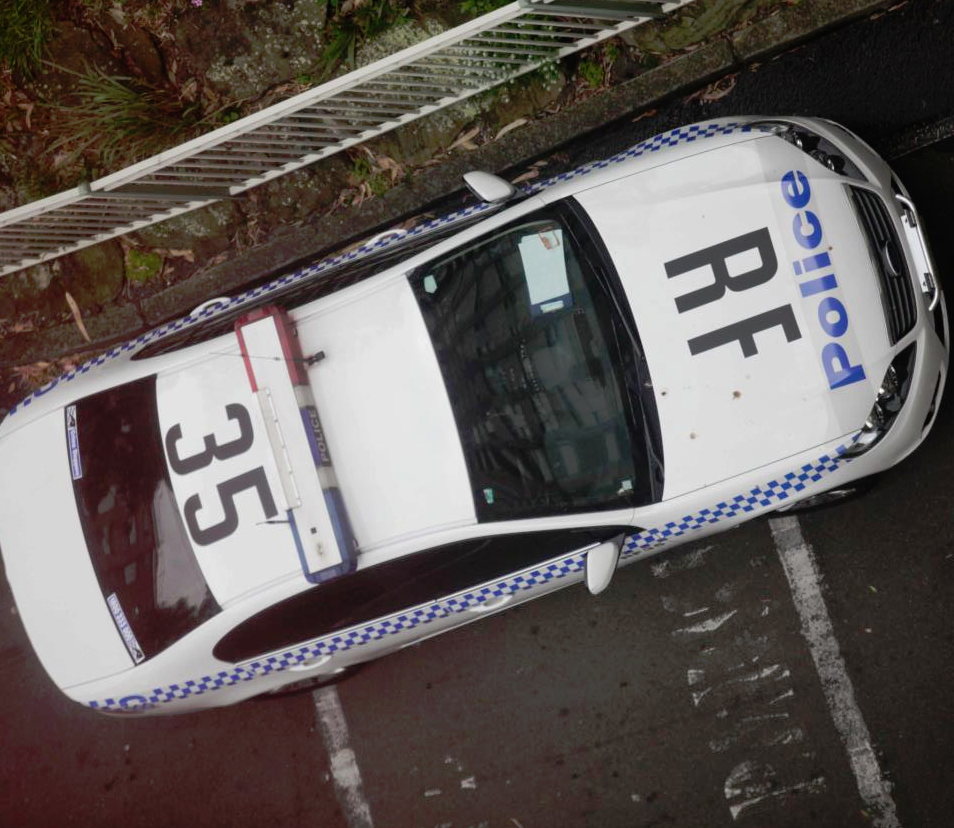
Dachkennzeichnung eines Streifenwagens der New South Wales Police Force im australischen Redfern
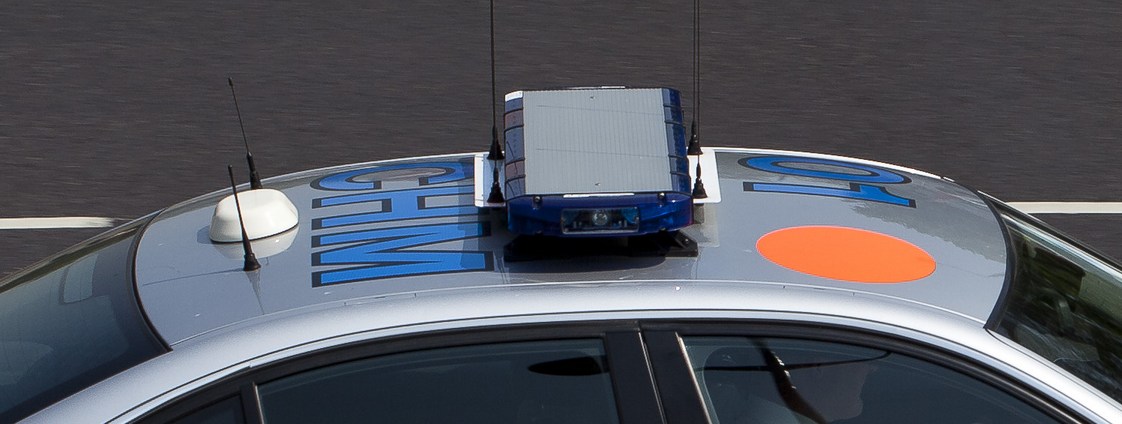
Dachkennzeichnung eines Incident Response Vehicles der Londoner Metropolitan Police